# Simon de Beaujeu
Pour les articles homonymes, voir Beaujeu.
Simon de Beaujeu est un maître-maçon d'ascendance lyonnaise, actif dans le sud de la France au XVe siècle.
Il figure dans les comptes du trésorier du roi René, en 1433, pour des travaux sur la grande vis du château de Tarascon avec Jacques Morel ; ils sont qualifiés de perriers habitants à Tarascon.
En 1435 il est à Nîmes. Il est désigné en 1440 comme maître des œuvres royaux à Nîmes. Il a vérifié les travaux faits à la tour de Constance d'Aigues-Mortes. Il est maître des ouvrages royaux en la sénéchaussée de Beaucaire et de Nîmes.
Il intervient en 1447 comme maître d'œuvre, avec Nicolas Bonicy, maître maçon, sur la Bourse, dite Grande Loge des Marchands, rue de la Loge à Montpellier et, en 1448, sur l'hôtel que Jacques Cœur (devenu hôtel des Trésoriers de France) a fait construire à Montpellier.